# 曹燦章 (清朝)
曹燦章（19世纪？—1865年），清朝末年顺天军起义领袖李永和的部将。
1861年，李永和反清军围攻眉州，嘉定府、眉州、雅州府、邛州、叙州府、瀘州都被李永和控制。蓝大顺率军挺进川北，围攻绵州，南北夹攻成都。李永和派周绍勇、曹灿章、郭福贵分军进攻重庆府、资州、瀘州各属县，在川东地区铜梁、璧山、合川、大足等县驻军。1862年八月，当李永和在犍为县被围，密令驻屯涧州鹤游坪的周绍勇率军回救。周绍勇接到命令，曹灿章从鹤游坪率军屯驻大竹县永兴场，周绍勇想要与曹灿章合军，但曹灿章战败，从太平县走入陕南。李永和全军覆败，本人被擒送至成都处决。周绍勇转战到大竹县安吉场被擒杀。曹灿章入陕后，纵横於陕南、陇东一带。1865年，自称“恢复华夏大元帅”，署年“大汉顺天六年”。四月在陕南战败，走到周家沟被擒杀。